# Santo António (Santo Tomé y Príncipe)
Santo António es el mayor emplazamiento de la Isla de Príncipe, parte de Santo Tomé y Príncipe, país de la que fue capital desde el año 1753 hasta el año 1852. La ciudad está emplazada en la costa noreste del Río Palhota. Actualmente es capital tanto de la provincia de Príncipe como del distrito de Pagué. Su población estimada es de 1200 habitantes.
La ciudad es conocida por su arquitectura colonial y por sus iglesias, de las cuales la más grande es una Iglesia católica comenzada en 1947.
La localidad tiene conexión aérea mediante el Aeropuerto de Príncipe.

## Historia
En 1695 se construyó la Fortaleza de Santo António da Ponta da Mina, destruida por corsarios franceses en 1706, durante la guerra de sucesión española.